# Cúp Liên đoàn bóng đá Phần Lan
Cúp Liên đoàn bóng đá Phần Lan là giải đấu bóng đá loại trực tiếp diễn ra thường niên trước mùa giải mùa đông dành cho các đội bóng ở Veikkausliiga.
 Cúp Liên đoàn bị hủy bỏ từ sau mùa giải 2016 và được thay thế bằng vòng bảng Cúp bóng đá Phần Lan bắt đầu từ mùa giải 2017.

## Chung kết Cúp Liên đoàn bóng đá Phần Lan
| Mùa giải | Vô địch        | Tỉ số                | Á quân         | Địa điểm      |
| -------- | -------------- | -------------------- | -------------- | ------------- |
| 1994     | HJK            | 2–0                  | FC Jazz        | Helsinki      |
| 1995     | FC Haka        | 4–2                  | HJK            | Helsinki      |
| 1996     | HJK            | 3–2                  | RoPS           | Helsinki      |
| 1997     | HJK            | 2–0                  | VPS            | Helsinki      |
| 1998     | HJK            | 1–1 (s.h.p.) (8–7 p) | FF Jaro        | Helsinki      |
| 1999     | VPS            | 3–0                  | Kotkan TP      | Lahti         |
| 2000     | VPS            | 2–1                  | FC Jokerit     | Hanko         |
| 2001–03  | Không thi đấu  | Không thi đấu        | Không thi đấu  | Không thi đấu |
| 2004     | AC Allianssi   | 2–2 (s.h.p.) (5–3 p) | FC Lahti       | Helsinki      |
| 2005     | AC Allianssi   | 3–1                  | FC Lahti       | Helsinki      |
| 2006     | KuPS           | 2–1                  | FC KooTeePee   | Helsinki      |
| 2007     | FC Lahti       | 0–0 (4–3 p)          | FC Inter Turku | Helsinki      |
| 2008     | FC Inter Turku | 1–0                  | TPS            | Helsinki      |
| 2009     | Tampere United | 2–0                  | HJK            | Vantaa        |
| 2010     | FC Honka       | 0–0 (4–3 p)          | JJK            | Helsinki      |
| 2011     | FC Honka       | 3–0                  | Tampere United | Espoo         |
| 2012     | TPS            | 1–1 (4–2 p)          | HJK            | Helsinki      |
| 2013     | FC Lahti       | 2–1                  | JJK            | Lahti         |
| 2014     | SJK            | 1–0                  | VPS            | Seinäjoki     |
| 2015     | HJK            | 2–0                  | RoPS           | Rovaniemi     |
| 2016     | FC Lahti       | 0–0 (s.h.p.) (4–3 p) | SJK            | Seinäjoki     |

## Thành tích theo câu lạc bộ
| Câu lạc bộ     | Số lần vô địch | Số lần á quân | Mùa giải vô địch             |
| -------------- | -------------- | ------------- | ---------------------------- |
| HJK            | 5              | 3             | 1994, 1996, 1997, 1998, 2015 |
| FC Lahti       | 3              | 2             | 2007, 2013, 2016             |
| VPS            | 2              | 2             | 1999, 2000                   |
| AC Allianssi   | 2              | –             | 2004, 2005                   |
| FC Honka       | 2              | –             | 2010, 2011                   |
| FC Inter Turku | 1              | 1             | 2008                         |
| Tampere United | 1              | 1             | 2009                         |
| TPS            | 1              | 1             | 2012                         |
| SJK            | 1              | 1             | 2014                         |
| FC Haka        | 1              | –             | 1995                         |
| KuPS           | 1              | –             | 2006                         |
| JJK            | –              | 2             | –                            |
| RoPS           | –              | 2             | –                            |
| FC Jazz        | –              | 1             | –                            |
| FF Jaro        | –              | 1             | –                            |
| Kotkan TP      | –              | 1             | –                            |
| FC Jokerit     | –              | 1             | –                            |
| FC KooTeePee   | –              | 1             | –                            |

Ghi chú:
- Đội bóng in nghiêng không còn tồn tại.